# Piano & a Microphone 1983
Piano and a Microphone 1983 es el primer álbum de estudio póstumo del músico estadounidense Prince, trabajo de estudio publicado el 21 de septiembre de 2018.

## Lista de canciones
Las canciones son producto de una única grabación, realizada por Prince en 1983 en su casa de Chanhassen (Minnesota) sólo con su ingeniero de sonido:
1. 17 Days
2. Purple Rain
3. A Case Of You
4. Mary Don't You Weep
5. Strange Relationship
6. International Lover
7. Wednesday
8. Cold Coffee & Cocaine
9. Why the Butterflies